# Spilomena elegantula
Spilomena elegantula är en biart som beskrevs av Turner 1916. Spilomena elegantula ingår i släktet Spilomena och familjen grävsteklar. Inga underarter finns listade i Catalogue of Life.